# 大石山 (神奈川県)
大石山（おおいしやま）は、丹沢山地西部、同角山稜に位置する標高1,220 mの山である。丹沢大山国定公園に属す。

## 登山道
玄倉から玄倉林道を歩き、ユーシンロッジ前から登るのが一般的であるが、2020年8月現在、玄倉林道は斜面崩落の危険があるため通行止であるため、雨山峠経由、または石棚山稜方面から登る道しかない。

## 周辺の山
- テシロノ頭 (1,491 m)
- 檜洞丸 (1,601 m)
- 同角ノ頭 (1,491 m)
- 石小屋ノ頭 (1,254 m)
- 鍋割山 (1,273 m)

## 周辺の山小屋
- ユーシンロッジ - 大石山麓・玄倉川沿いにある県営施設。現在管理人が不在であるが、避難部屋が確保されており、緊急時には利用できる。
- 青ヶ岳山荘 - 檜洞丸山頂付近にある。